# Église de Hämeenkylä
L'église de Hämeenkylä (en finnois : Hämeenkylän kirkko) est située dans le quartier Hämeenkylä de Vantaa en Finlande,.

## Description
Construite en 1992, l'église est conçue par l'architecte Olli-Pekka Jokela pour remplacer l'ancienne devenue trop exiguë.
La structure du mur de l'autel fait ressortir la lumière du jour et le crépuscule de manière éclatante, mettant en valeur les œuvres d'art modernes du mur à différents moments de la journée et de l'année.
La collection d'œuvres d'art de la peintre Silja Rantanen et du sculpteur Martti Aiha Quatorze stations évoque le chemin de croix.
Selon Silja Rantanen, l'œuvre a été influencée par l'art de l'église italienne du début de la Renaissance et les séries de fresques, en particulier les fresques du moine dominicain Fra Angelico au Couvent San Marco à Florence.

## Cimetière
Situé à côté de l'église, le cimetière des urnes, ouvert en 1993, a été conçu par l'architecte paysagiste Gretel Hemgård.
La superficie du cimetière est de 2 250 mètres carrés et la zone comprend des tombes à urnes et une zone de dispersion des cendres.

## Galerie

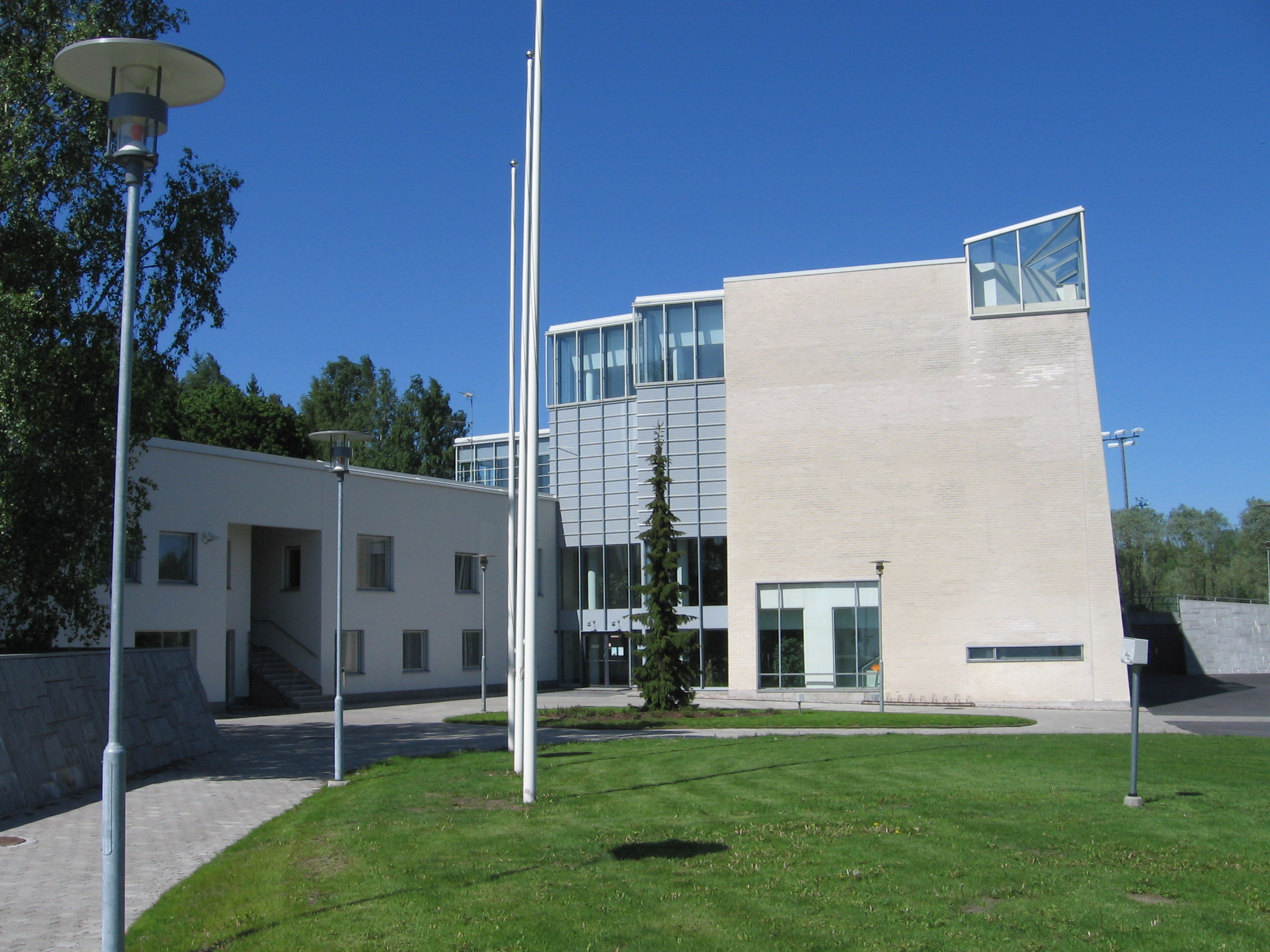
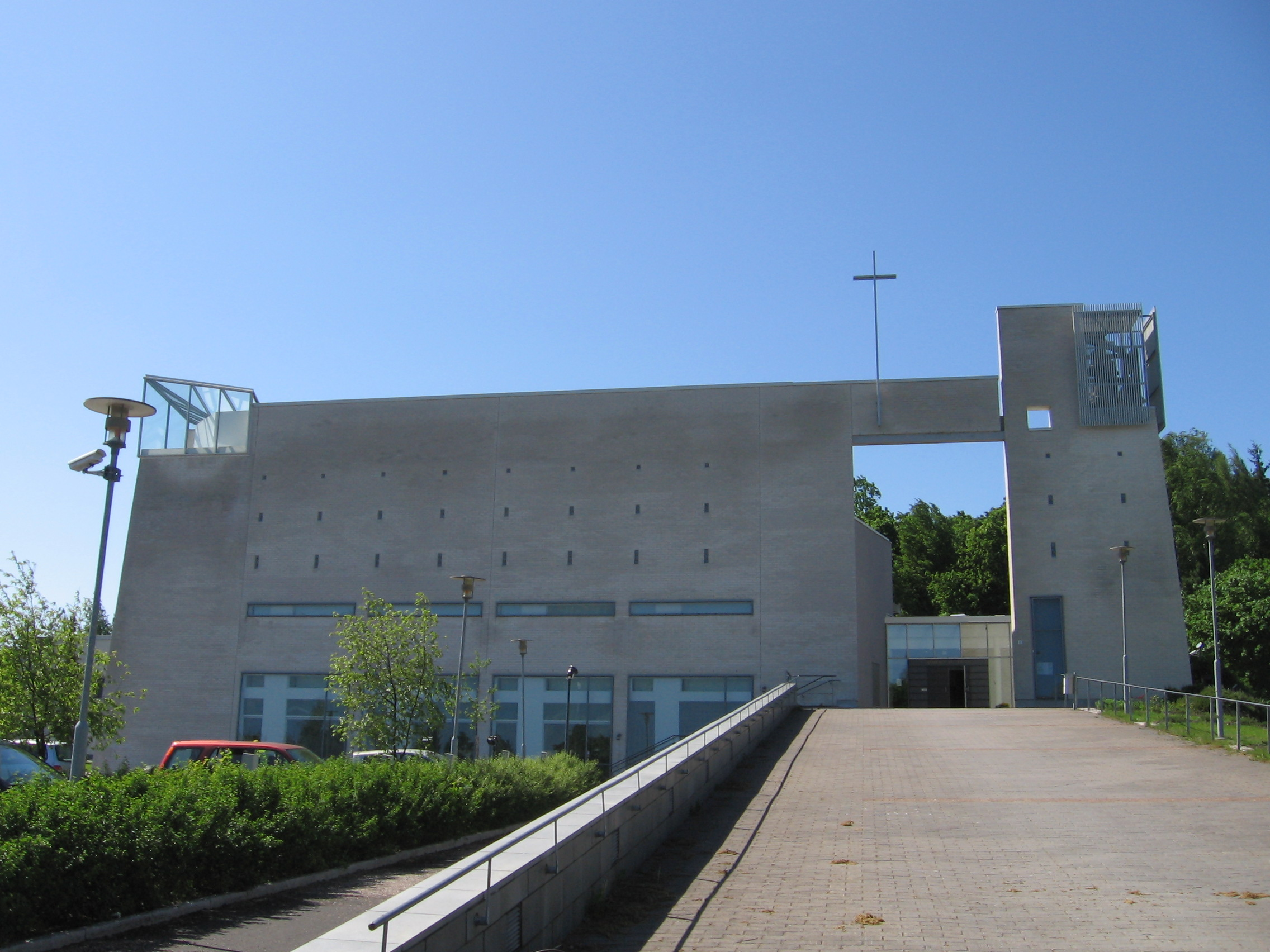